# 圣佩雷

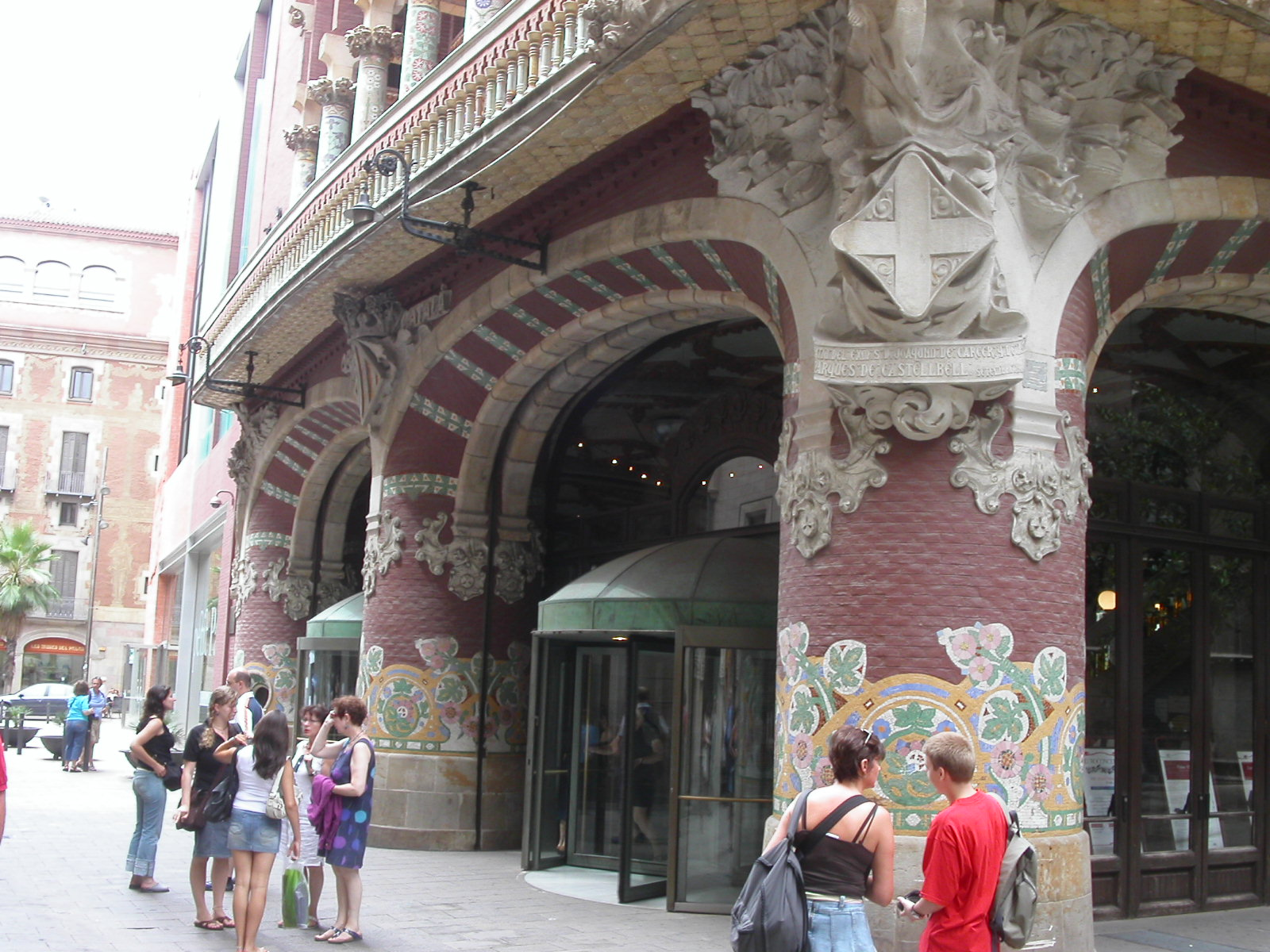
加泰罗尼亚音乐宫

圣佩雷 (Sant Pere) 是巴塞罗那 旧城区的一个社区。
该社区得名于10世纪圣伯多禄修道院（Sant Pere de les Puelles），在虔诚的路易街1号。该修道院得名于将自己毁容，以避免被强奸和杀害的女孩。。
加泰罗尼亚音乐宫由路易斯·多梅内克·蒙塔内尔设计，位于圣方济各保拉街2号。